# Trio de Barcelona (1981)
Das Trio de Barcelona war ein Klaviertrio aus Barcelona, das 1981 von dem Pianisten Albert Atenelle und den beiden andorranischen Brüdern Gerard (Violine) und Lluís Claret (Cello) gegründet wurde. In den 1980er Jahren und 1990 prägte das Quartett die Kammermusikszene von Barcelona. Das Repertoire des Trios umfasste Werke von Mozart, Beethoven und Brahms, aber auch Werke von Messiaen und zeitgenössischen Komponisten. Es spielte zahlreiche Aufnahmen beim Label Harmonia Mundi ein. Das Trio trat regelmäßig bis 1993 gemeinsam auf.
Am 22. November 2018 trat das Ensemble zum 50-jährigen Bühnenjubiläum der beiden Claret-Brüder wieder zu einem Konzert im Palau de la Música Catalana zusammen. Das Trio interpretierte dort das Klaviertrio Nr. 7 B-Dur op. 97 von Ludwig van Beethoven und das Klaviertrio Nr. 1, d-moll, op. 49 von Felix Mendelssohn.
Dieses Klaviertrio darf nicht mit dem 1911 in Barcelona gegründeten gleichnamigen Trio de Barcelona verwechselt werden, das aus dem Pianisten Ricard Vives, dem Violinisten Marià Perelló und dem Cellisten Joaquim Pere Marès bestand.